# Mihail Lvovič Treskin
Mihail Lvovič Treskin (rusko Михаил Львович Трескин), ruski general, * 1765, † 1839.
Bil je eden izmed pomembnejših generalov, ki so se borili med Napoleonovo invazijo na Rusijo; posledično je bil njegov portret dodan v Vojaško galerijo Zimskega dvorca.

## Življenje
15. marca 1783 je vstopil v Preobraženski polk in 14. oktobra 1784 je bil kot vodnik premeščen v Izmailovski polk. 1. januarja 1785 je bil kot poročnik dodeljen 6. orenburškemu poljskemu bataljonu. 
Udeležil se je bojev proti Turkom na Kubanu (1789-91), za kar je bil povišan v drugega majorja. 1. januarja 1797 je bil kot major premeščen v Butirski mušketirski polk, s katerim se je udeležil italijansko-švicarske kampanje. 
9. oktobra 1800 je bil povišan v podpolkovnika in 1. decembra 1804 je postal poveljnik Butirskega mušketirskega polka, s katerim se je udeležil vojne tretje koalicije. Med bitko pri Austerlitzu je bil ranjen in zajet. 
Iz francoskega ujetništva je prišel februarja 1806, nato pa je bil 23. aprila istega leta povišan v polkovnika. Udeležil se je vojne proti Turkom (1806-07); 2. septembra 1809 je postal šef Azovskega mušketirskega polka 6. pehotne divizije. 
15. septembra 1813 je bil povišan v generalmajorja. 19. marca 1816 se je upokojil zaradi ran.